# 中臣大島
中臣 大島（なかとみ の おおしま）は、飛鳥時代の貴族・漢詩人。氏姓は中臣連のち中臣朝臣、藤原朝臣、中臣朝臣。中臣渠毎（許米）の子。中臣金の甥。官位は直大弐・神祇伯。

## 経歴
中臣鎌足・金の後を継いで中臣氏の氏上的な立場となり、天武・持統朝で内政・外交の両面で活躍した。また、持統朝では神事での活動も目立ち、律令国家確立期にあって、政祭両面で重要な役割を果たした。
天武天皇10年（681年）3月に川島皇子・忍壁皇子らと共に、天武天皇より『帝紀』および上古の諸事（『本辞』『旧辞』など）を記し校定するよう命ぜられる。特に大島と平群子首は自ら筆を執って記したという（この時の冠位は大山上）。同年12月に小錦下に叙せられる。天武天皇12年（683年）伊勢王・羽田矢国らと共に判官・録史・工匠らと共に全国を巡行して諸国の境界区分を行った。しかしこの時は区分を完成させることはできなかった。天武天皇13年（684年）八色の姓の制定により連姓から朝臣姓に改姓し、その後時期は不明ながら藤原朝臣姓に改姓している。
朱鳥元年（686年）正月に新羅使・金智祥を饗応するために、大島は河内王・大伴安麻呂・境部鯯魚・穂積虫麻呂と共に筑紫に遣わされた（この時の冠位は直大肆）。同年9月に天武天皇が崩御し、同月末に殯宮で諸官人が誄した際、大島は兵政官の事を述べる。また、翌持統天皇元年（687年）8月に持統天皇の命令を受けて、黄書大伴と共に300名の高僧を飛鳥寺に招集し、天武天皇の衣服で縫製した袈裟を与えている。その後、藤原不比等の立身に伴って、大島は藤原朝臣姓から中臣朝臣姓に復姓している。
持統天皇4年（690年）持統天皇の即位の儀に際して、神祇伯として天神寿詞を読んだ。また翌持統天皇5年（691年）の大嘗祭でも天神寿詞を読んでいる。持統天皇7年（693年）3月11日に賻物を与えられており、この日に卒去したか。

## 人物
漢詩人として『懐風藻』に漢詩作品2首が採録されている。また、草壁皇子のために粟原寺の建立を発願するなど、仏教にも理解を示した。

## 夫人：比売朝臣額田
談山神社所蔵の「栗原寺三重塔伏鉢」（国宝）銘文からは大嶋の夫人である「比売朝臣額田」（ひめのあそみぬかだ）が80歳近くまで生きたことがわかる。「比売」という氏族は他に現われないので「比売陀」の脱字とみられ、比売陀君氏が八色の姓の「朝臣」を賜ったのが比売陀朝臣氏である。
岡部伊都子や梅原猛らは比売朝臣額田を額田王に比定して、大島を額田王の再婚相手とする説を唱えている。しかし比売陀氏は開化天皇の末裔で履中天皇の時に比売陀君を賜ったと古事記にあり、古くから存在する氏族なので額田王の臣籍降下ではありえない。もし「比売陀」とは別に「比売」という氏族が存在したのだと仮定しても、額田王が臣籍降下したのなら「比売真人額田」（ひめのまひとぬかだ）となっているはずであり王族出身の額田王が「朝臣」姓を賜るということはありえないので、この説は成り立たない（また額田王が威奈氏と同族という説によれば「威奈真人額田」となるが、兄弟たちと異なる「比売」氏を賜るということはありえなくはない）。

## 官歴
『六国史』による。
- 天武天皇10年（681年） 3月17日：見大山上。12月29日：小錦下
- 天武天皇13年（684年） 11月1日：連姓から朝臣姓に改姓（八色の姓制定）
- 時期不詳：中臣朝臣から藤原朝臣に改姓
- 朱鳥元年（686年） 正月：見直大肆
- 時期不詳：藤原朝臣から中臣朝臣に改姓
- 持統天皇4年（690年） 正月1日：見神祇伯
- 持統天皇7年（693年） 3月11日：卒去（直大弐）

## 系譜
「中臣氏系図」『群書類従』巻第62所収による。
- 父：中臣渠毎
- 母：不詳
- 妻：不詳
  - 男子：中臣馬養